# 雷登桑 (帕拉州)

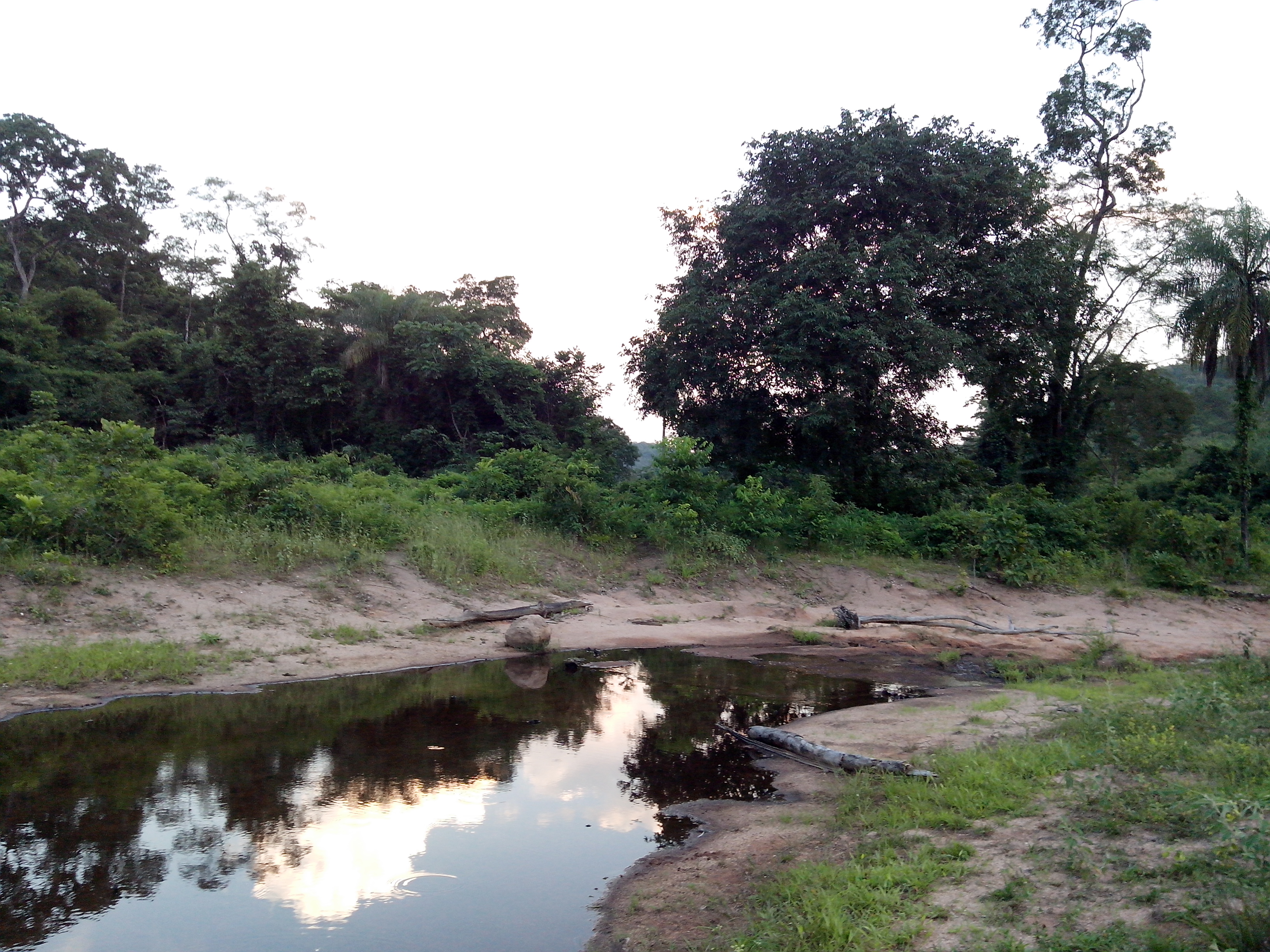
雷登桑

雷登桑（葡萄牙語：Redenção），是巴西的城鎮，位於該國北部，由帕拉州負責管轄，始建於1982年5月13日，面積3,824平方公里，海拔高度227米，2014年人口79,917，人口密度每平方公里20.9人。